# 1916

## أحداث
- تأسيس مدينة إيليكتروستال وتقع حاليا في روسيا.
- تأسيس مدينة دابروفا غورنيزا وتقع حاليا في بولندا.
- 29 أبريل: نهاية حصار الكوت والذي بدأ في 7 ديسمبر 1915.
- 10 يونيو: بدء حصار المدينة المنورة خلال الحرب العالمية الأولى والذي استمر إلى 10 يناير 1919.
- بداية حملة رومانيا في 1 أغسطس 1916 والتي انتهت في 1 ديسمبر 1917.
- 1 يناير - القوات ألمانيا تنسحب من ياوندي وتتخلى عن مستعمرتها في الكاميرون لصالح القوات البريطانية وتتجهة نحو غينيا الإسبانية.
- من 21 فبراير إلى 19 ديسمبر: معركة فيردان
- 5 مايو- الولايات المتحدة تغزو جمهورية الدومنيكان.
- 5 مايو - جمال باشا يعدم 21 من العرب المطالبين بالاستقلال أو الإصلاح وذلك في ساحة البرج في بيروت وساحة المرجة في دمشق.
- 16 مايو- إبرام اتفاقية سايكس بيكو بين فرنسا والمملكة المتحدة وذلك لتحديد مناطق النفوذ في غرب آسيا بعد تهاوي الدولة العثمانية.
- 3 يونيو- المدينة المنورة تتحول إلى مسرح للأعمال الحربية بين العرب والأتراك.
- 10 يونيو- العرب في شبه الجزيرة العربية وبلاد الشام يعلنون تمردهم على الدولة العثمانية بما عرف بالثورة العربية الكبرى وذلك بعد أن وعدتهم المملكة المتحدة بالاستقلال وإقامة دولة عربية موحدة تضم شبه الجزيرة العربية وبلاد الشام بعد انتهاء الحرب العالمية الأولى.

## مواليد
- 10 يناير- سوني برغستروم، عالم كيمياء حيوية سويدي حاصل على جائزة نوبل في الطب عام 1982
- 24 يناير- رفائيل كالديرا، رئيس فنزويلا.
- 22 أبريل - يهودي مينوهين، عازف كمان أمريكي.
- 11 مايو كاميلو خوسيه ثيلا أديب وشاعر إسباني حاصل على جائزة نوبل في الأدب عام 1989.
- 8 يونيو -فرنسيس كريك عالم فيزياء وكيمياء حيوية بريطاني حاصل على جائزة نوبل في الطب عام 1962.
- 4 يونيو روبرت فورشغوت عالم كيمياء حيوية أمريكي حاصل على جائزة نوبل في الطب عام 1998
- 8 يونيو جواو هافيلانج
- 8 يونيو هيربرت سيمون، اقتصادي أمريكي حاصل على جائزة نوبل في العلوم الاقتصادية عام 1978.
- 26 أكتوبر: مولد فرنسوا ميتيران
- 9 نوفمبر: فرناندو فرنانديز، مغني وممثل مكسيكي.
- 16 نوفمبر: داوس بتلر،ممثل صوتي أمريكي.
- أحمد التليلي قيادي ونقابي تونسي
- أحمد بن بلة أول رؤساء الجزئر
- أحمد بن حافظ
- ألدو مورو
- أنديرا غاندي
- أونيكه تسورن
- إبراهيم شكري
- إتوري بوريتشيلي
- إدوارد هيث
- إفرايم كاتسير
- إلياس مؤدب
- الحبيب الشطي
- الفرجاني بالحاج عمار
- الكسندر بروخروف
- باربرا سكلتون
- برنارد لويس
- بهجت أبو غربية
- بولس بهنام
- بيريز برادو
- تسوتومو ياماجوتشي
- جوليان داروي
- حسن الحسني
- حسين السيد
- حنا الفاخوري
- دوم منتوف
- راي كونيف
- روالد دال
- روث هاندلر
- ريتشارد فليشر
- زوزو حمدي الحكيم
- زين الشرف بنت جميل
- سعد جمعة (كاتب)
- شيلبي فوت
- صبري عياد
- عبد الرحمن عارف
- عقيلة راتب
- فردريك روبنز
- فرنسوا ميتران ، رئيس فرنسا سابقاً
- فيتالي غينزبورغ
- كريستيان أنفينسن
- كلود شانون
- كيرك دوغلاس
- لارس كورفالد
- لي كورنباخ
- ليلى مراد
- مارسيل بيجار
- متوكل برهانوف
- محمد الشبوكي
- محمد بن للونة
- محمد خليل هراس
- محمود باشا فهمي المكاوي
- موريس ويلكنز
- هارولد ويلسون
- هانز بيته
- هركيشن سينغ سورجيت

## وفيات
- أحمد طبارة
- ألبير جاييه
- ألفرد فيرنر
- أنطونيو سانت إيليا
- إيليا متشنيكوف
- جاستون ماسبيرو
- جاك لندن
- جريجوري راسبوتين
- جوزيف غالياني
- خوسيه إتشيغاراي
- دانيال بليس
- روبين داريو
- سليم البشري
- سليم الجزائري
- شفيق بك مؤيد العظم
- شكري العسلي
- علي بن حسين الكوتي
- عمر حمد
- فرانز جوزيف الأول
- فيكتوريانو ويرتا
- كارمن سيلفا
- كتشنر
- كلاس بونتس ارنولدسون
- محمد فاضل باشا
- ميته كريمنيتس
- هنري جيمس
- هنريك سينكيفيتش
- هيربرت كيلبن
- هيلموت فون مولتكه الأصغر
- ويليام رامزي
- محمد أمين السفرجلاني، فقيه حنفي وأديب شامي.
- لبيبة صوايا
- محمد عجينة النجفي

### يوليو
- 11 يوليو - سكوكوم، مستكشف كندي.

### أكتوبر
- 23 أكتوبر - جون هاريسون ميلز، رسام ورجل أعمال أمريكي.

### ديسمبر
- 9 ديسمبر - ناتسومه صوسيكي، روائي ياباني.

## نال جائزة نوبل
- في الفيزياء – محجوبة.
- في الكيمياء – محجوبة.
- في الطب – محجوبة.
- في الأدب – السويدي فرنر فون هايدنستام.
- في السلام – محجوبة.